# Lambda (anatómia)
A lambda egy koponyaméréstanban használatos tájékozódási pont. A sagittális varrat (sutura sagittalis) és a lambdavarrat (sutura lambdoidea) találkozásánál található, ami a koponya hátsó részénél van. 